# Radio Cluj
Radio Cluj (ung. Kolozsvári Rádió) ist ein öffentlich-rechtliches regionales Hörfunkprogramm der rumänischen Hörfunkgesellschaft Societatea Română de Radiodifuziune. Sein Sendegebiet erstreckt sich auf fast alle Teile Siebenbürgens. Sitz des Senders ist Klausenburg (rum. Cluj-Napoca), angeschlossen sind die beiden Lokalstationen Antena Sibiului und Radio Sighet in Hermannstadt bzw. Siget.

## Geschichte und Programm
Programmstart von Radio Cluj war im März 1954, zu einer Zeit, in der verschiedene regionale Sender des staatlichen rumänischen Rundfunks gegründet worden sind. Aus Angst, die Regionalsender könnten zu viel Unabhängigkeit entwickeln, ließ sie Nicolae Ceaușescu 1985 schließen. Im Zuge der Demonstrationen gegen den Diktator belebten ehemalige Mitarbeiter von Radio Cluj den Sender im Dezember 1989 wieder.
Der Sender versorgt seine Hörer täglich 24 Stunden mit Informations-, Unterhaltungs-, Kultur- und Musikprogrammen und erreicht nach eigenen Angaben ca. 3,5 Mio. Zuhörer. An allen Tagen der Woche sendet Radio Cluj jeweils mehrere Stunden auf Ungarisch. Die ungarischsprachige Redaktion wurde ebenfalls 1954 gegründet.

## Empfang
Über einen Live-Stream im Internet ist Radio Cluj weltweit hörbar.
Terrestrisch kann das Programm in den Kreisen Weißenburg, Bihor, Bistritz-Nassod, Kronstadt, Klausenburg, Maramuresch, Sathmar, Sălaj sowie Hermannstadt empfangen werden. Damit deckt der Sender weite Teile der Region Siebenbürgen ab.

### Frequenzen
- Kreis Klausenburg und Umgebung: 95,6 MHz
- Kreis Hermannstadt und Umgebung: 95,4 MHz
- Kreise Klausenburg, Weißenburg, Bihor, Bistritz-Nassod, Sathmar, Sălaj und Maramuresch: 909 kHz (AM)
- Kreise Hermannstadt und Bihor: 1593 kHz (AM)
- Kreis Maramuresch (teilweise): 1404 kHz (AM)